# Unikitty!
Unikitty!, stilizzato UniKitty!, è una serie animata statunitense-danese del 2017, prodotta da The Lego Group and Warner Bros. Animation per Cartoon Network.
Nata come spin-off canonico del lungometraggio The LEGO Movie, è la prima serie televisiva del franchise, la serie è stata trasmessa per la prima volta negli Stati Uniti su Cartoon Network dal 27 ottobre 2017 fino al 27 agosto 2020. Un adattamento italiano viene trasmesso su Cartoon Network, con le repliche su Boing.

## Trama
La serie è incentrata sulle avventure della principessa Unikitty e i suoi amici.

## Episodi
| Stagione         | Episodi | Prima TV USA | Prima TV Italia |
| ---------------- | ------- | ------------ | --------------- |
| Prima stagione   | 40      | 2017-2019    | 2018-2019       |
| Seconda stagione | 40      | 2019         | 2019-2020       |
| Terza stagione   | 24      | 2019-2020    | 2020            |

## Personaggi

### Principali
- Principessa Unikitty (doppiata da Tara Strong, Claudia Scarpa in Italiano)[3] - La ex principessa del Paese del Cucù e ora sovrana del Unikingdom è un ibrido gatto / unicorno rosa. È molto felice, giocosa, carina e ottimista, ma ha un lato rabbioso che a volte lotta per controllare. Nei film è doppiata dall'attrice Alison Brie e in Italiano da Valentina Mari.
- Principe Cucciolino (doppiato da Grey Griffin, Emanuela Ionica in Italiano) - Il fratello minore di Unikitty, un ibrido cane carlino/ unicorno blu. A volte è confuso e ingannato, ma è anche leale e di buon cuore.
- Dott.ssa Volpe (doppiata da Kate Micucci, Claudia Scarpa in Italiano)[3] - Una volpe rossa che è la scienziata residente del castello i cui esperimenti e invenzioni possono sia creare e risolvere problemi.
- I robot della Dott.ssa Volpe: piccoli robot che funzionano per la Dott.ssa Volpe.
- Falcondrillo (doppiato da Roger Craig Smith, Francesco De Francesco in Italiano) - La fedele guardia del corpo di Unikitty con falco / coccodrillo ibrido che ha una personalità "macho" e ha una cotta per la Dott.ssa Volpe. Si è allenato per diventare un combattente nella Action Forest.
- Richard (doppiato da Roger Craig Smith, Massimo Bitossi in Italiano)[3] - Un mattoncino grigio Lego 1x3 che è il consigliere reale di Unikitty e il custode della proprietà del castello. Parla con una voce monotona sordo ed è spesso la voce della ragione, anche se gli altri lo trovano noioso da ascoltare.

### Antagonisti
- Signor Frown (doppiato da Eric Bauza, Daniele Raffaeli in Italiano)[4] - L'arcinemico di Unikitty che viene da Frown Town dall'altra parte del regno di Unikitty. È uno dei Signori del Destino che diffonde il dolore e la miseria in tutto il mondo mentre vuole impressionare gli altri Signori del destino. Questo spesso gli fa soffrire l'ira di Unikitty, che vuole diffondere divertimento e gioia.
- Brock (doppiato da H. Michael Croner, Luigi Ferraro in Italiano) - Una lapide antropomorfa con una personalità neutrale che è l'amico intimo e il compagno di stanza di Signor Frown. Brock si aggirava spesso nel suo appartamento giocando ai videogiochi che aiutare il Signor Frown con le sue trame. L'unica volta che si arrabbia è quando Signor Frown trascura la sua parte delle faccende.